# Super Robot Monkey Team Hyperforce Go!
Super Robot Monkey Team Hyperforce Go! ist eine japanisch-amerikanische Zeichentrickserie, die von Jetix Concept Animation und Walt Disney Television Animation produziert wurde. Sie wurde in den USA auf den Kanälen ABC Family, Jetix und Toon Disney ausgestrahlt. Die Idee zur Serie hatte Ciro Nieli.

## Inhalt
Die Serie erzählt die Geschichte eines normalen Teenagers, Ichiro „Chiro“ Takagi, der während eines Spaziergangs einen Superroboter entdeckt. Ungewollt weckt der Junge ein Team von Super Robot Monkeys. Chiro, der zum Anführer der Roboteraffen geworden ist, hat die Aufgabe, seine Welt vor dem bösen Skelettkönig zu schützen. Die Gruppe lebt auf dem Planeten Shuggazoom, auf dem die meisten Ereignisse der Zeichentrickserie stattfinden.

## Produktion und Veröffentlichung
Die Zeichentrickserie wurde in den USA von Walt Disney Television Animation und Jetix Concept Animation produziert, einige Arbeiten wurden zu den japanischen Unternehmen Studio 4°C und The Answer Studio ausgelagert. Die Regie lag bei den meisten Folgen bei Fumio Maezono oder Ciro Nieli. Der verantwortliche Produzent war Henry Gilroy und für den Schnitt war Ted Supa zuständig. Die künstlerische Leitung lag bei Lynne Naylor. Die Musik komponierte Sebastian Evans.
Die 52 Folgen der Serie wurden erstmals vom 18. September 2004 bis zum 16. Dezember 2006 in vier Staffeln bei den Sendern ABC Family, Jetix und Toon Disney in den USA gezeigt. Die deutsche Erstausstrahlung erfolgte vom 6. August 2005 bis zum 6. Oktober 2009 bei Jetix. Später folgten Wiederholungen bei Kabel eins und Premiere Sport. Außerdem wurde die Serie unter anderem im Vereinigten Königreich, in Japan, Griechenland, Brasilien und Russland gezeigt.

## Synchronisation
| Rolle                 | Originaler Synchronsprecher | Deutscher Synchronsprecher |
| --------------------- | --------------------------- | -------------------------- |
| Ichiro „Chiro“ Takagi | Greg Cipes                  | Tammo Kaulbarsch           |
| Nova                  | Kari Wahlgren               | Kerstin Draeger            |
| Otto                  | Clancy Brown                |                            |
| SPRX-77               | Corey Feldman               | Jan-David Rönfeldt         |
| Mr. Hal Gibson        | Tom Kenny                   |                            |
| Antauri               | Kevin Michael Richardson    |                            |
| Skeleton King         | Mark Hamill                 | Volker Lechtenbrink        |